# 長野師管区
長野師管区（ながのしかんく）は、1945年4月1日に日本陸軍が徴兵などの軍事行政と、地域防衛のために全国を区分けした師管区の一つである。長野県と新潟県を範囲とし、東部軍管区の下、長野連隊区と新潟連隊区の上にあたる。長野師管区司令部が管轄した。同年中の敗戦後もしばらく続き、1946年3月31日に廃止された。

## 概要
長野師管区は、長野師管を引き継ぐ形で、4月1日に置かれた。前身の長野師管は、この年2月11日の陸軍管区表改定で新設された。この改定で廃止された姫路師管を管掌していた留守第54師団司令部を、長野に移転・改称して長野師管区司令部とした。また、長野師管区部隊も置かれた。
設置当時、太平洋戦争での敗色は濃くなっており、日本本土への攻撃の可能性が高まっていた。しかし長野師管区は内陸と日本海側にあって、連合軍の上陸の可能性は低かった。作戦部隊がほとんど配備されなかったため、同地の防衛はもっぱら長野師管区司令部が担任した。関東地方と長野・新潟・静岡県東部の防衛を担任した第12方面軍の司令部は、東部軍管区司令部と兼任であったが、隷下の第3警備隊を4月15日に長野師管区司令部の指揮下に入れた。管区内では、本土決戦に備えた松代大本営の建設工事が進められていた。

## 司令部構成
- 司令官：平林盛人予備役中将：昭和20年（1945年）3月29日 -
- 参謀長：内田謙三郎大佐：昭和20年（1945年）3月29日 -
  - 参謀：松村辰雄中佐
  - 参謀：橋本選次郎少佐
  - 参謀：江見祐道少佐
- 副官：伊藤半三郎少佐
- 兵務部長：板津直剛少将

## 長野師管区に所在した陸軍の部隊・官衙
部隊・官衙名、その長、所在地の順に並べる。特に記さないかぎり、終戦時の状態である。

### 長野師管区の指揮下
- 長野師管区司令部、長野
- 長野歩兵第1補充隊：長谷川貴夫 予備役大佐（陸士24期）、長野
- 長野歩兵第2補充隊：鳥山和成 大佐（陸士28期）、長野県松本
- 長野歩兵第3補充隊：小野高吉 予備役大佐（陸士21期）、新潟県新発田
- 長野砲兵補充隊：五百蔵房治 少佐、長野県南牧
- 長野工兵補充隊：原田長十郎 予備役大佐（陸士24期）、新潟県小千谷
- 長野通信補充隊：長野
- 長野輜重兵補充隊：国下藤男 少佐（陸士45期）、長野
- 長野陸軍拘禁所：長野
- 東部軍臨時軍法会議長野師管区法廷
- 長野連隊区司令部：原田久男 予備役少将（陸士21期）、長野県長野
- 新潟連隊区司令部：山内保次 予備役少将（陸士14期）、新潟県新潟
- 長野地区司令部（長野連隊区司令部が兼任）
  - 長野地区第1 - 第25特設警備隊
- 新潟地区司令部（新潟連隊区司令部が兼任）
  - 新潟地区第1 - 第20特設警備隊
- 松本陸軍病院：近藤孝房 軍医大佐、松本
  - 御母家分室：
  - 藤井分室：
  - 東山分室：
  - 月岡分室：新潟県本田（月岡温泉）
  - 村杉分室：新潟県笹神村村杉（村杉温泉）
  - 出湯分室：新潟県笹岡村出湯（出湯温泉）
  - 喬木分室：長野県喬木村
- 新発田陸軍病院：新発田
- 村松陸軍病院：林勝潮 軍医中佐、新潟県村松
- 長野陸軍病院：佐々木猛馬 軍医大佐、長野

### 第12方面軍隷下だが長野師管区司令部の指揮下
- 第3警備隊
  - 第3警備隊司令部：大島久忠 大佐（陸士23期）[5]、新潟
  - 特設警備第2大隊：新潟県佐渡島
  - 特設警備第3大隊：新潟
  - 特設警備第21中隊：新潟県柏崎
  - 特設警備第22中隊：新潟県青海

### 長野師管区内にあるが東部軍管区司令部に直属
- 第5地下施設隊：新潟県三島
- 建設勤務第503中隊：長野県小県
- 東部軍管区第9自動車隊[6]：長野
- 東部軍管区第10自動車隊[7]：新潟
- 新潟陸軍輸送統制部[8]：新潟
- 長野陸軍兵器補給廠[9]
- 独立自動車第66大隊の1個中隊：新潟
- 東京建築勤務第39中隊：松代
- 陸上勤務第190中隊：新潟県直江津
- 陸上勤務第191中隊：新潟
- 陸上勤務第192中隊：長野県井上
- 陸上勤務第193中隊：新潟
- 陸上勤務第194中隊：新潟
- 特設陸上勤務第119中隊：新潟

## 関連文献
- 外山操 編著、森松俊夫 編著『帝国陸軍編制総覧』芙蓉書房出版、1987年。全国書誌番号:88022215。